# Crucianella gilanica
Crucianella gilanica là một loài thực vật có hoa trong họ Thiến thảo. Loài này được Trin. mô tả khoa học đầu tiên năm 1818.